# Clinton Oliver White
Pour les articles homonymes, voir White.
Clinton Oliver White (né le 28 décembre 1928 et mort le 31 décembre 2020) est un homme politique provincial canadien de la Saskatchewan. Il représente la circonscription de Regina Wascana à titre de député du Nouveau Parti démocratique de la Saskatchewan de 1978 à 1982.

## Biographie
Né à Endeavour en Saskatchewan, White étudie à Yorkton, ainsi qu'à l'Université de la Saskatchewan et à l'Université du Minnesota. Durant sa carrière académique, White devient professeur émérite de l'Université de Regina.
Élu en 1978, il sert dans le cabinet d'Allan Blakeney durant ce mandat. Il est défait en 1982 lorsqu'il tente d'être réélu. Après sa brève carrière politique, il retourne à l'enseignement de l'histoire canadienne au Collège Campion (en) de Regina.